# Тору Сано
Тору Сано (јап. 佐野 達; 15. новембар 1963) бивши је јапански фудбалер.

## Каријера
Током каријере је играо за Нисан.

## Репрезентација
За репрезентацију Јапана дебитовао је 1988. године. За тај тим је одиграо 9 утакмица.

## Статистика
| Јапан  | Јапан   | Јапан  |
| Година | Наступи | Голови |
| ------ | ------- | ------ |
| 1988.  | 5       | 0      |
| 1989.  | 1       | 0      |
| 1990.  | 3       | 0      |
| Укупно | 9       | 0      |